# Віковий дуб (5 екземплярів)
Віковий дуб — На жаль його в 2018 р. зруйнував ураган.[джерело?] Ботанічна пам'ятка природи місцевого значення. Розташована у Бершадському районі Вінницької області (Сумівське лісництво кв. 15 діл. 10). Оголошена відповідно до Рішення Вінницького облвиконкому від 29.08.1984 р. № 371 та № 263 від 25.10.90 р. Створена з метою збереження екземплярів дуба звичайного віком понад 130 років.
За словами старожилів вік сумівського дуба понад 350 років.